# Jeff Heaton
Pas d'image ? Cliquez ici

a Compétitions nationales et continentales officielles uniquement.

Jeff Heaton, né le 13 octobre 1943 à St Helens (Merseyside), est un ancien joueur de rugby à XIII anglais évoluant au poste de demi de mêlée dans les années 1960 et 1970. Il fait ses débuts professionnels à St Helens RLFC, après quelques matchs, il rejoint Liverpool City pendant six années, il revient ensuite à St Helens pour près de sept années, remportant deux coupes d'Angleterre avant de terminer sa carrière aux Rochdale Hornets. Ses performances sous le maillot de St Helens lui permettent d'être introduit au temple de la renommée du club. Il n'a jamais été appelé en sélection nationale.